# Ryōta Noma
Ryōta Noma (jap. 野間 涼太, ur. 15 listopada 1991 w Funabashim) – japoński piłkarz, grający na pozycji ofensywnego pomocnika. Aktualnie bez klubu.
W swojej karierze grał w Rudarze Pljevlja, Radničkach Nisz, SKA-Chabarowsku, Istiklolu Duszanbe i Barito Putera.

## Sukcesy

### Klubowe
Rudar Pljevlja
- Mistrzostwo Czarnogóry: 2014/2015
- Zdobywca Pucharu Czarnogóry: 2015/2016

Istiklol Duszanbe
- Mistrzostwo Tadżykistanu: 2021
- Zdobywca Superpucharu Tadżykistanu: 2021